# Cerámica incaica

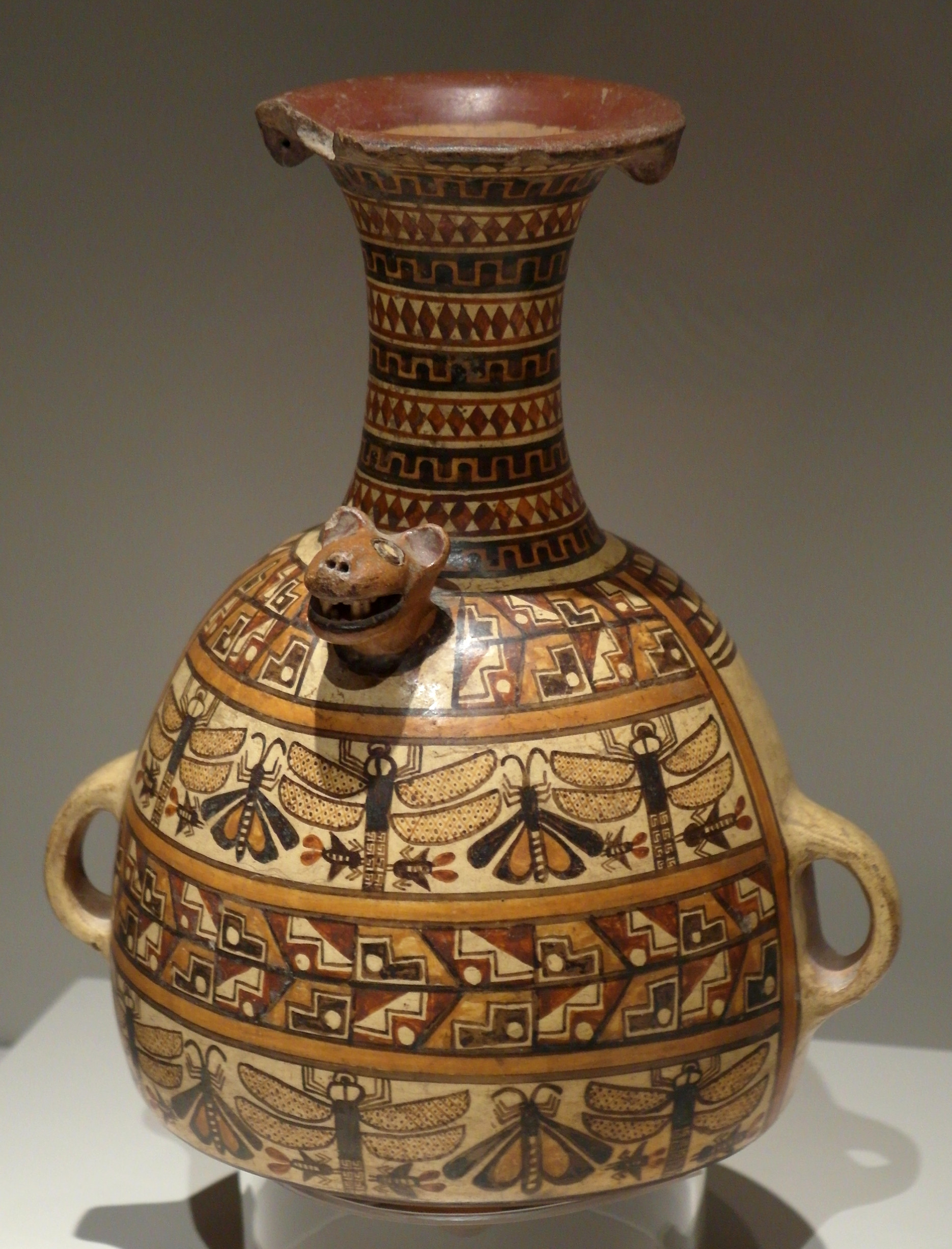
Aríbalo Inca o Urpu, estilo Inca Imperial.

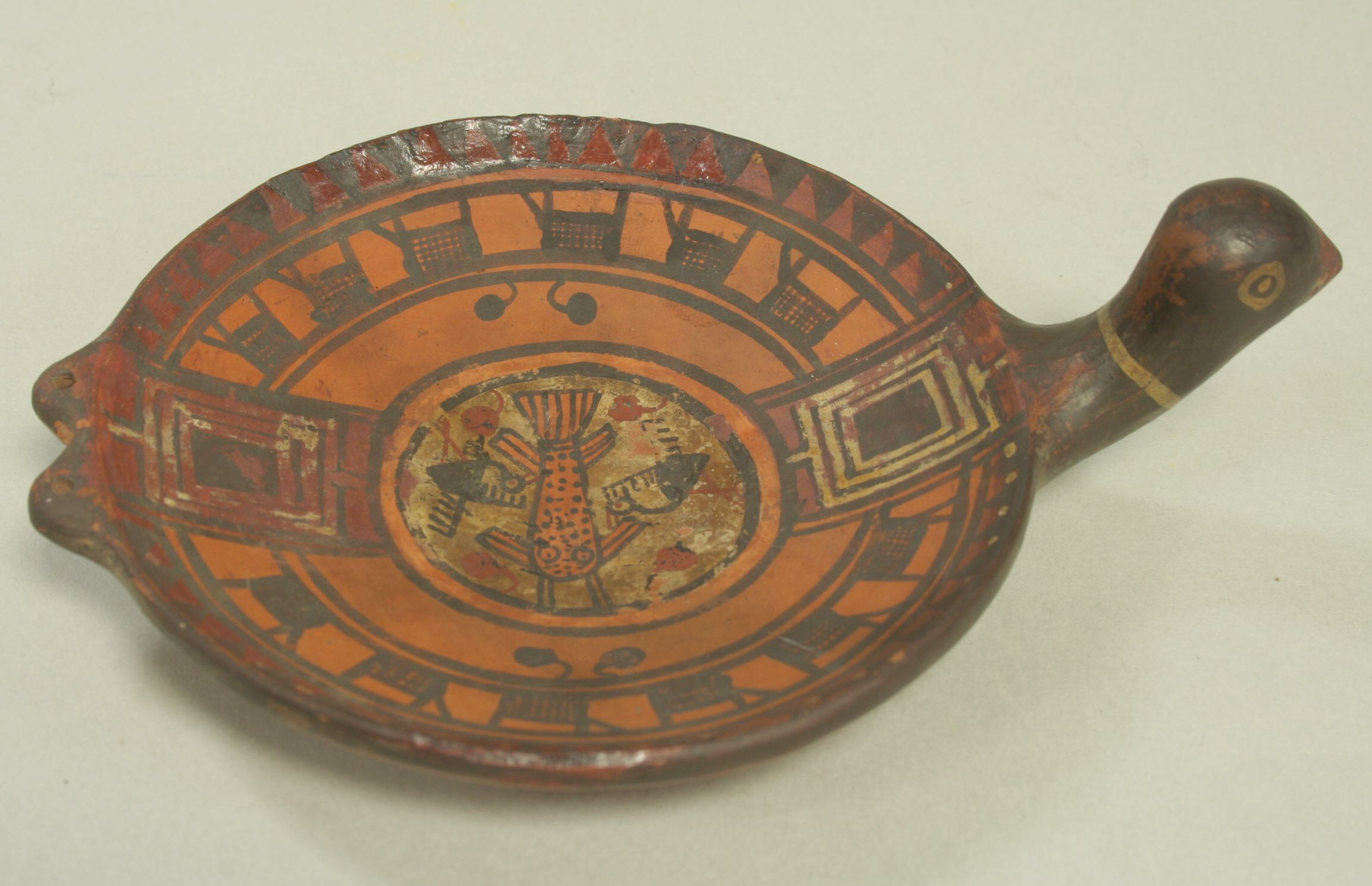
Plato ceremonial inca.

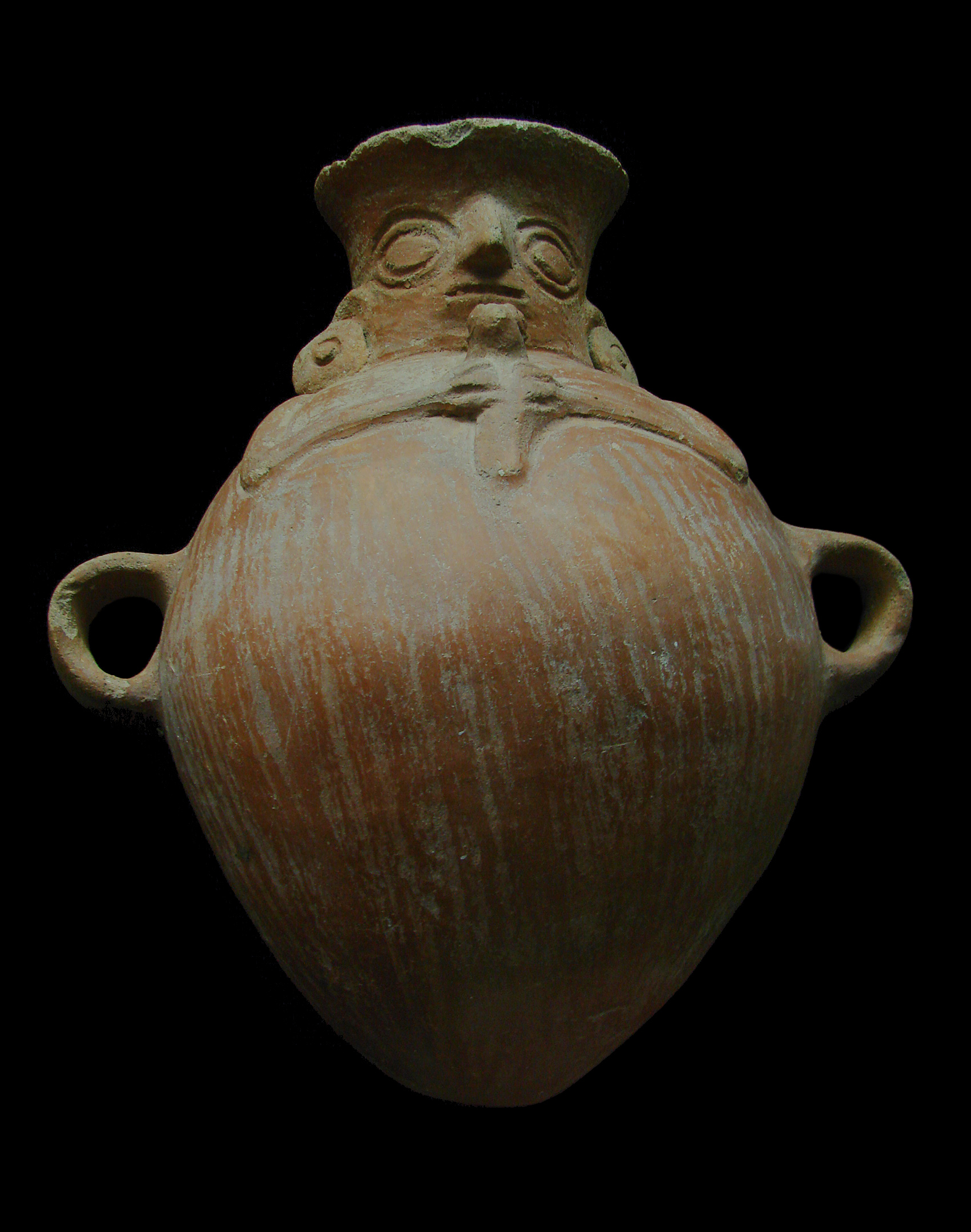
Ceramio antropomórfico Inca.

La cerámica incaica o de estilo inca se caracteriza con su producción en masa, habiéndose encontrado evidencias del empleo de una gran cantidad de moldes que permitieron difundir una producción en serie. Se decoraba en diferentes tonos de marrón y sepia, además del rojo, negro, azul, lila, amarillo, verde, rosado, gris, blanco, anaranjado y morado, que producían una gama relativamente variada de combinaciones. Se aprecia en la alfarería inca la predilección por los diseños geométricos, predominando los rombos, barras, círculos, bandas y triángulos. Las formas más típicas son el aríbalo y los queros, aunque estos últimos existieron desde el Horizonte Medio y fueron confeccionados también en madera y metal.[cita requerida]

## Características y formas
La cerámica inca se caracteriza por sus superficies pulidas, su fina decoración representativa de tendencia geométrica y el uso de los colores amarillo, negro, blanco, rojo y anaranjado. Solían pintar rombos, líneas, círculos, animales y frutos estilizados, así como plantas y flores. Las aplicaciones modeladas no fueron comunes en la decoración. Se conoce una amplia variedad de formas, tanto de cerámica fina, como de la doméstica sin decoración. Existieron diferentes tipos de cántaros: con base cónica, ollas con asas lateral, ollas trípodes, platos con asa y pintura interior, tostadores con boca lateral y trípode, etc. El prestigio alcanzado por la alfarería inca hizo que en muchos lugares conquistados se copiara sus formas y decoraciones. Generalmente se producía una mezcla de los estilos locales con el estilo inca, y se encuentran piezas Chimú - Inca, Chancay, etc.

### El aríbalo
Es la forma más característica de la cerámica inca. Se trata de un cántaro de cuello largo y base cónica. Antiguamente lo llamaban macka o puyñun. El nombre aríbalo se le ha dado por su parecido con las vasijas griegas conocidas como aryballus. Era usado para servir la chicha en las fiestas importantes. La base descansaba en un hoyo hecho en el suelo y se inclinaba para vaciar su contenido, labor que resultaba fácil gracias a su amplia boca. Se han encontrado finos aríbalos en entierros acompañando a los difuntos. Para transportarlo se pasaba una cuerda por las asas y por un pequeño apéndice en forma de botón que representa un rostro felino. Se colocaba en la espalda y la cuerda era sujetada con las manos y los pies.

### Los queros

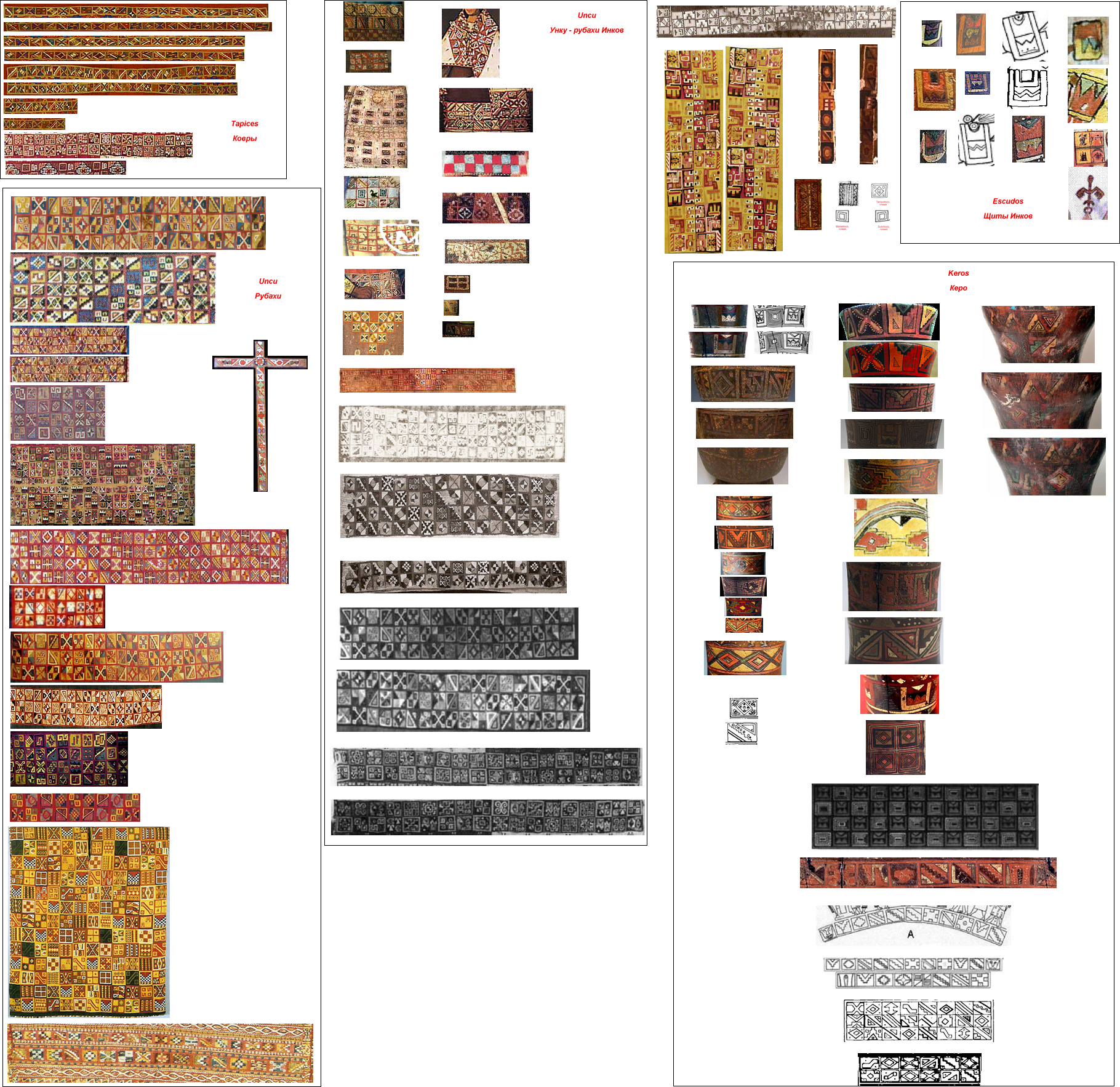
Tocapus de los incas.

Los queros (keros) fueron vasos de madera hechos por los incas. Los queros son vasos de regular capacidad mayormente de carácter ceremonial que eran decorados con dibujos planos o figuras tridimensionales. Se han encontrado muchos queros adornados con cabezas de felinos, pumas o jaguares, algunas veces con incisiones en metal y piedras preciosas en los dientes y los ojos. Durante la época colonial los motivos pictóricos de los queros adquirieron mayor complejidad, evocándose escenas de la historia inca. Atrajeron la atención de los estudiosos por la iconografía o pinturas decorativas. El centro de su fabricación y uso fue el Cusco.

## Diseño y difusión

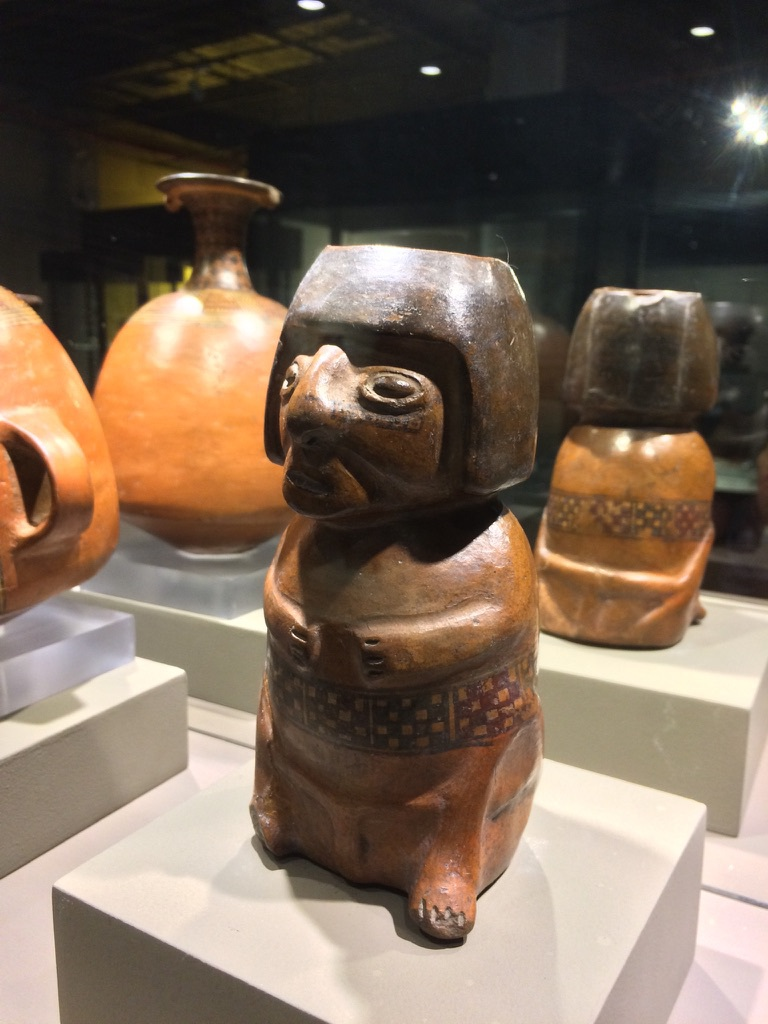
Estatuilla antropomorfa inca. MuNa, Quito.

El Estado inca estableció distintos tipos de relaciones con los ceramistas locales y aprovechó de diferentes maneras sus técnicas y estilos alfareros. Se movilizaron vasijas de estilo local y se las hizo circular por todo el territorio, fusionándose de esta manera las diferentes técnicas existentes. Igualmente, se intensificó la producción en las comunidades alfareras tradicionales y se crearon comunidades de artesanos especializados, los cuales fueron trasladados a otros lugares en calidad de mitmaqs (mitimaes), para poder difundir el estilo inca imperial. Es frecuente encontrar en el norte de los Andes evidencias de la difusión que tuvo la cerámica chimú y posteriormente la cerámica fusionada chimú-inca, como una muestra de la forma en que los incas aprovecharon los aportes culturales de los señoríos que fueron anexando a su Estado, combinándolos con su propia cultura.